# تقطير مورفي

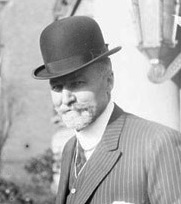
جون بنجامين ميرفي عند مدخل مستشفى ميرسي - 1912

تقطير مورفي هو جهاز للتسريب في المستقيم لإدارة الإجراء الطبي لتحلل المستقيم، المعروف أيضاً باسم انحلال المستقيم. أثناء الإجراء، يتم إدخال نهاية تقطير ميرفي في المستقيم ويتم حقن كميات كبيرة من السائل في المستقيم قطرة بعد قطرة. قبل إعطاء السوائل أو الأدوية عن طريق الوريد، كان تقطير مورفي وتحلل الجلد من الطرق الرئيسية لإعطاء السوائل مثل التعويض عندما لا يمكن تغذية المرضى عن طريق الفم. قدم الجراح الأمريكي جون بنجامين ميرفي طريقة التنقيط بالحقن الملحي في المستقيم في علاج التهاب الصفاق.

## تاريخ
تم اختراع تقطير مورفي بواسطة جراح ويسكونسن جون بنجامين ميرفي، لغرض إدارة تحلل المستقيم لترطيب وتجديد الشوارد، عن طريق محلول كلوريد الصوديوم والكالسيوم. سيتم استخدام هذا عندما يكون تناوله عن طريق الفم غير ممكن بسبب حالة المريض. تم وصف تقطير مورفي في عدد أبريل 1909 من مجلة الجمعية الطبية الأمريكية. بحلول يوليو 1928، تم اعتبار تقطير مورفي وسيلة مساعدة للحقن خلف العلاج الوريدي والحقن تحت الجلد، وهما الطريقتان الرئيسيتان للحقن في ذلك الوقت.
يمكن استخدام جهاز مورفي لإعطاء الأدوية عن طريق هذا الطريق، كما يُستخدم الجهاز أيضاًمع قسطرة المثانة. يمكن أيضاً تطبيق هذا المصطلح على الأجهزة المستخدمة لإدارة السوائل عن طريق الوريد.
حكاية غريبة تتعلق بتقطير مورفي رواها والتر لورد في كتابه عن معركة ميدواي. في 4 يونيو 1942، كان زميل الصيدلي إدوين ميلر متمركزاً في جزيرة ساند (جزء من جزيرة ميدواي المرجانية) وكان يستعد للهجوم الياباني المتوقع. قام ميلر بإعداد قهوة قوية غير قابلة للشرب والتي، كما ادعى، كانت ستستخدم في علاج "قديم الطراز" للصدمة - إعطاء القهوة القوية من خلال المستقيم عبر تقطير مورفي. عندما بدأ الهجوم، انضم إلى ميلر قائده والطبيب المسؤول، الملازم أول آدي، الذي يبدو أنه لم يعرف الغرض الطبي من القهوة وطلب سكب البعض منها. اعتقد ميلر أنه سيكون من الممتع السماح لقائده بشربه، لكنه ارتكب خطأ عندما شرب بعضًا منه أيضاً. استمر الدكتور آدي في إلقاء النكات طوال فترة الهجوم. ومع ذلك، دفع ميلر ثمن مزاحه العملي وكان مريضًا.
يوجد وصف لإعدادات التقطير لمورفي في القضية القانونية التي رفعتها المحكمة العليا في كانساس عام 1932، وهي قضية راتليف ضد مستشفى ويسلي ومدرسة تدريب الممرضات.
في 14 فبراير 1929، وجه الدكتور هورن الممرضة لاستخدام عملية تحلل المستقيم، المعروفة باسم "تنقيط مورفي". وبينما كانت العملية جارية، قامت طالبة ممرضة في المستشفى بتجهيز الغرفة لعودة المستأنف. وكان جهاز تحليل المستقيم جزءاً من معدات المستشفى وتم تجميعه ووضعه عند أسفل السرير أو بالقرب منه بواسطة الطالبة الممرضة تتكون مجموعة تحلل المستقيم من معيار وهو عبارة عن عمود حديدي مثبت على حامل ثلاثي يحتوي على خطافات على مسافات، وعلى هذه الخطافات يتم تعليق علبة تحتوي على مادة ساخنة عن طريق سلسلة أو شريط أو خيط أو قطعة من الشاش محلول الماء والصودا،و من هنا يخرج أنبوب يتم إدخاله في مستقيم المريض الذي يجري له عملية تحلل المستقيم،و كان من الضروري إبقاء المحلول ساخناً حتى ترتفع درجة حرارة الجسم بعد نزوله عبر الأنبوب و دخول الجسم, لم يكن من غير المعتاد أن يتم ربط الوعاء الذي يحمل الماء بالمعيار بواسطة شاش أو خيط أو ضمادة أخرى، على الرغم من أن جزءاً من الأوعية كان مزوداً بالسلاسل.